# Ślązak (1872–1879)
„Ślązak”, niem. „Der Schlesier” – tygodnik wydawany w Pszczynie w latach 1872–1879 przez Jana Norasa. Był poświęcony „nauce, zabawie i wiadomościom politycznym”. Ukazywał się w dwóch językach: polskim i niemieckim.
Czasopismo ukazywało się co tydzień w czwartek od 26 czerwca 1872 roku do czerwca 1879 roku. Wydawany był w dwóch wersjach językowych: w polskiej pod tytułem „Ślązak” oraz w niemieckiej pod tytułem „Der Schlesier”. Drukowany był u Augusta Krummera w nakładzie 500 sztuk w języku niemieckim oraz 2000 sztuk w języku polskim.
Za powstaniem czasopisma miało stać kilku magnatów śląskich, którzy chcieli odciąć lud śląski od ruchu społeczno-narodowego, w szczególności hrabia Andrzej Renard, który nie chciał dopuścić do wyboru Eduarda Müllera na posła do Reichstagu. Tygodnik miał charakter germanizacyjny wpisujący się w kulturkamf i walkę z polskością, natomiast Jan Noras pozostawał w konflikcie ideologicznym z Karolem Miarką. Mimo że tygodnik był sprzedawany, pierwsze wydanie można było otrzymać za darmo. Mimo nachalnej promocji, polscy robotnicy nie chcieli go czytać i nazywali go „lęzokiem”, co w gwarze górnośląskiej znaczyło: suchowaty; gruźlica.